# Тростянчицька сільська рада
| Тростянчицька сільська рада — колишній орган місцевого самоврядування у Тростянецькому районі Вінницької області з адміністративним центром у с. Тростянчик. Сільській раді підпорядковані населені пункти: - с. Тростянчик |

## Склад ради
Рада складається з 16 депутатів та голови.

## Керівний склад сільської ради
| ПІБ                        | Основні відомості                                                               | Дата обрання | Дата звільнення |
| -------------------------- | ------------------------------------------------------------------------------- | ------------ | --------------- |
| Попик Жанна Іванівна       | Сільський голова, 1967 року народження, освіта, член Партії «Реформи і порядок» | 26.03.2006   | 31.10.2010      |
| Романець Василь Григорович | Сільський голова, 1973 року народження, освіта вища, член Партії регіонів       | 31.10.2010   |                 |

Примітка: таблиця складена за даними джерела